# Pachyloidellus
Genre
Synonymes
- Sphaleropachylus Mello-Leitão, 1926
- Doelloa Mello-Leitão, 1930
- Petrocchia Mello-Leitão, 1933

Pachyloidellus est un genre d'opilions laniatores de la famille des Gonyleptidae.

## Distribution
Les espèces de ce genre sont endémiques d'Argentine.

## Liste des espèces
Selon World Catalogue of Opiliones (07/09/2021) :
- Pachyloidellus butleri (Thorell, 1877)
- Pachyloidellus fulvigranulatus (Mello-Leitão, 1930)
- Pachyloidellus goliath Acosta, 1993

## Publication originale
- Müller, 1917 : « Einige neue Gonyleptiden. » Zoologischer Anzeiger, vol. 49, p. 89–94 (texte intégral).